# Boris Dmitrijewitsch Kusnezow

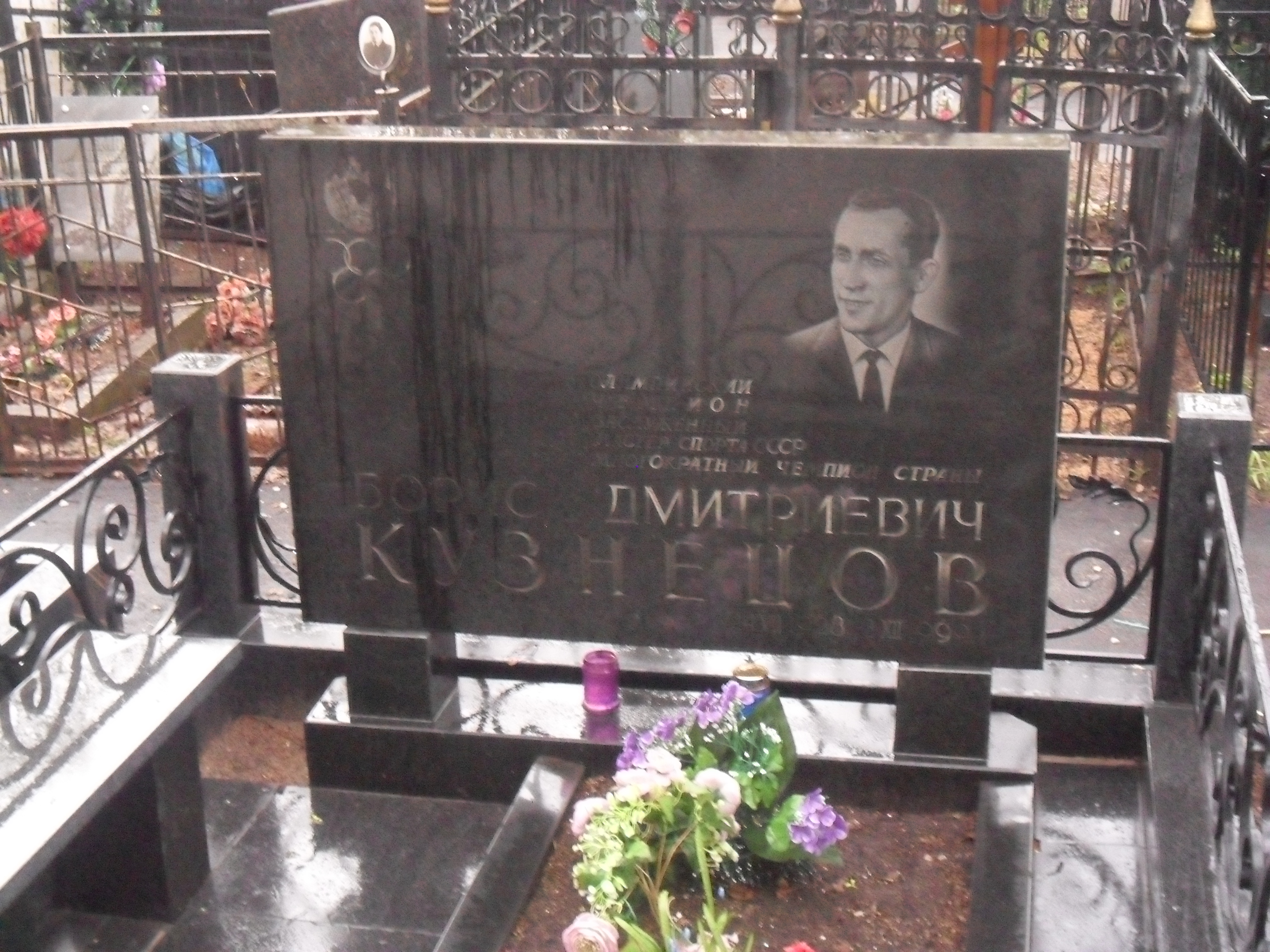
Grabstätte von Boris Kusnezow

Boris Dmitrijewitsch Kusnezow (russisch Борис Дмитриевич Кузнецов; * 14. Juli 1928 in Moskau; † 3. Dezember 1999 ebenda) war ein russisch-sowjetischer Fußballspieler. Der Abwehrspieler gehörte zur Mannschaft von Dynamo Moskau, die den sowjetischen Fußball in der zweiten Hälfte der 1950er Jahre dominierte. Mit der Auswahl der UdSSR wurde er 1956 Olympiasieger und nahm an der Weltmeisterschaft 1958 teil.
Kusnezow begann seine Laufbahn als Fußballer 1947 beim Moskauer Armeeclub MWO, 1950 wechselte er zum größeren Armeeclub der Hauptstadt, dem ZDKA, mit dem er in seiner einzigen Saison 1950 das Double aus Meisterschaft und Pokalsieg feiern konnte. Die folgenden beiden Jahre spielte er in Kaliningrad, bevor er nach Moskau zu seinem alten Club MWO zurückkehrte. Sein großes Talent als Abwehrspieler konnte er aber erst zeigen, nachdem er 1953 zu Dynamo Moskau wechselte. In den folgenden acht Jahren war Kusnezow Stammspieler dieses Teams, das sich in der zweiten Hälfte des Jahrzehnts als dominierend in der Liga zeigte und in sechs Jahren vier Meisterschaften gewinnen konnte. Kusnezow war dabei einer der wichtigsten Leistungsträger und war in dieser Zeit auch der einzige Spieler von Dynamo Moskau in der Sowjetischen Nationalmannschaft, für die er insgesamt 26-mal spielte.